# Tramlijn 73 (NMVB)/Antwerpen
Tramlijn 73 is een voormalige tramlijn die Antwerpen via Wilmarsdonk met de Kruisschans verbond.

## Geschiedenis
Op 4 september 1887 opende de stoomtram Antwerpen-Zandvliet als onderdeel van de verbinding naar Bergen op Zoom. Na de Eerste Wereldoorlog werd deze lijn versmald naar meterspoor. De eerste elektrische tram tussen Antwerpen en Oorderen reed op 18 november 1929. Ergens in 1930 kreeg de NMVB toestemming voor het bouwen van een aftakking naar de Kruisschans. De sporen naar de Kruisschans werden geopend op 18 juli 1932. Vanaf 1 juli 1935 reed deze lijn naar het Viktorieplein in plaats van Klapdorp. Op 1 februari 1939 was het gedaan met lijn 73 en werd ze vervangen door een bestaande private busdienst.

## Lijnaanduiding
Oorspronkelijk was het traject naar de Kruisschans onderdeel van lijn O naar Oorderen. Deze gebruikte een wit koersbord met zwarte letters. Wanneer deze naar de Kruisschans reed, hing een rood bordje op het voorbalkon, met witte letters "KRUISSCHANS". Op 1 juli 1935 ontstond lijn 73, die een wit koersbord met zwarte letters gebruikte. De enige bekende lijnfilm van lijn 73 is een witte film met zwarte letters voor Odessa-rijtuigen.

### Internet
- https://www.branchline.uk/jfpdf/belgiumvicinalrlys1.pdf

### Boeken
- Bastaens, R., De Buurtspoorwegen in de provincie Antwerpen, uitgegeven door VZW De Poldertram, 2009.